# Gummo Marx
Pour les articles homonymes, voir Marx.
Ne doit pas être confondu avec Gummo.
Milton Marx, né le 23 octobre 1893 à Manhattan et mort le 21 avril 1977 à Palm Springs, surnommé Gummo, était l'un des cinq Marx Brothers.

## Biographie
Né à New York, il joua avec ses frères dans des vaudevilles, mais dut quitter la scène lorsqu'il fut enrôlé dans l'armée américaine à la fin de la Première Guerre mondiale (il fut d'ailleurs le seul des Marx Brothers à servir dans l'Armée américaine). Il commença son service militaire effectif peu de temps après l'Armistice et ne fut donc jamais envoyé en Europe. Fatigué du métier d'acteur, il ne remonta jamais sur scène.
Après l'Armée, Gummo se lança d'abord comme tailleur. Plus tard il rejoint son frère Zeppo Marx dans une agence théâtrale. Il fut ensuite l'imprésario de son autre frère Groucho Marx et travailla à l'émission de télévision  The Life of Riley, au succès de laquelle il contribua. Il fut aussi l'imprésario d'autres acteurs et de nombreux écrivains.
Gummo était un homme d'affaires respecté. Ses contacts avec les artistes qu'il représentait étaient rares, sa philosophie étant que si son travail leur convenait ils continueraient à lui faire confiance, et que sinon ils iraient voir ailleurs. Contrairement à ses frères il côtoyait d'ordinaire surtout des gens du milieu des affaires.
Gummo doit ce diminutif à sa tendance à être sournois en coulisses et à marcher sur les pieds des autres sans les connaître, comme une chaussure à semelles de gomme (gumshoe). L'autre explication avancée par ses biographes et les membres de sa famille était que Milton, étant des cinq frères le plus sujet aux refroidissements portait souvent des guêtres en caoutchouc (encore appelées gumshoes) pour éviter de prendre froid par temps de pluie. Trois de ses frères, (Groucho, Chico et Harpo) s'étaient vu attribuer leurs surnoms au cours d'une partie de cartes au théâtre Orpheum de Galesburg : ils gardèrent ces surnoms pour le reste de leur vie.[réf. nécessaire]
Gummo meurt le 21 avril 1977 à Palm Springs (Californie). On n'annonça pas son décès à Groucho, car ce dernier était lui-même déjà si malade à cette époque qu'on pensait que cette nouvelle ne ferait qu'aggraver son état de santé.

## Citations
- Dans le roman de  Jasper Fforde The Fourth Bear, on trouve une brève mention de GummoWorld, un parc d'attraction dédié à Gummo Marx.
- Dans le film de Woody Allen Stardust Memories, une participante à un festival de cinéma dit avoir « écrit la filmographie complète de Gummo Marx ». Un autre admirateur lui répond alors que « cela est curieux puisque Gummo ne figure dans aucun film ».
- Le film de Harmony Korine Gummo (1997) doit son nom à Gummo Marx, avec une référence à son style comique dans une scène.